# Independence Hall
O Independence Hall (em português:  Salão da Independência) é um edifício localizado na região centro-oeste da cidade de Filadélfia, na Pensilvânia, Estados Unidos. Foi palco de algumas das mais importantes decisões da História dos Estados Unidos da América. 
O edifício, construído em 1753 com o nome Pennsylvania State House, serviu como local do Segundo Congresso Continental que declarou a Independência dos Estados Unidos da América em 1776, recebendo o nome atual. Em 1787, a Constituição dos Estados Unidos da América foi discutida e aprovada pela Convenção Constitucional de Filadélfia no Independence Hall.
O Independence Hall abrigou entre 1753 e 1876 o Sino da Liberdade (em inglês: Liberty Bell), um dos mais notáveis símbolos da Revolução Americana.
O Independence Hall tornou-se um Património Mundial da Unesco em 1979.

## Galeria

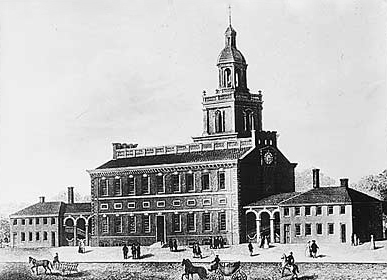
Vista do Independence Hall (cerca de 1770)
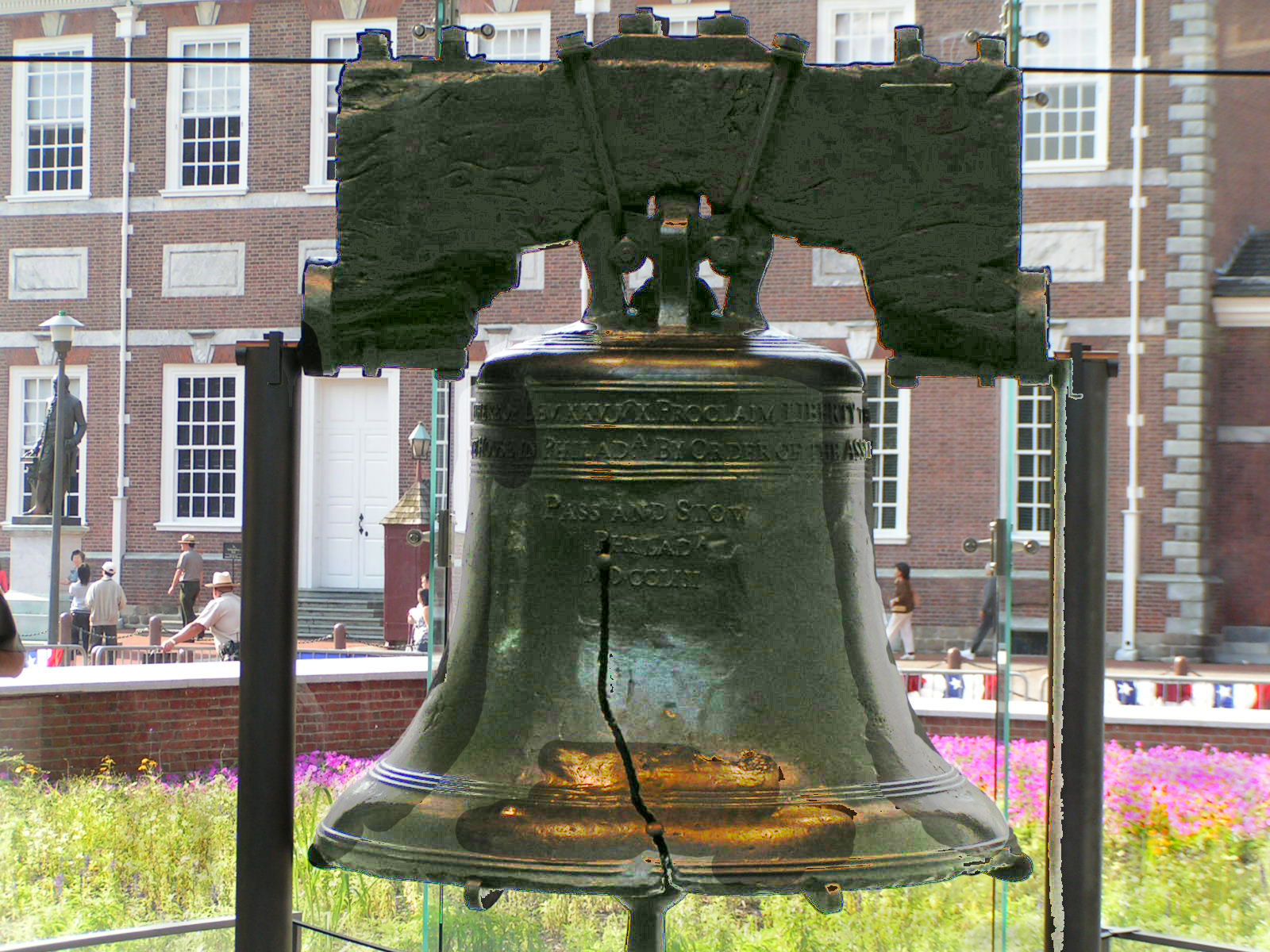
O Liberty Bell.
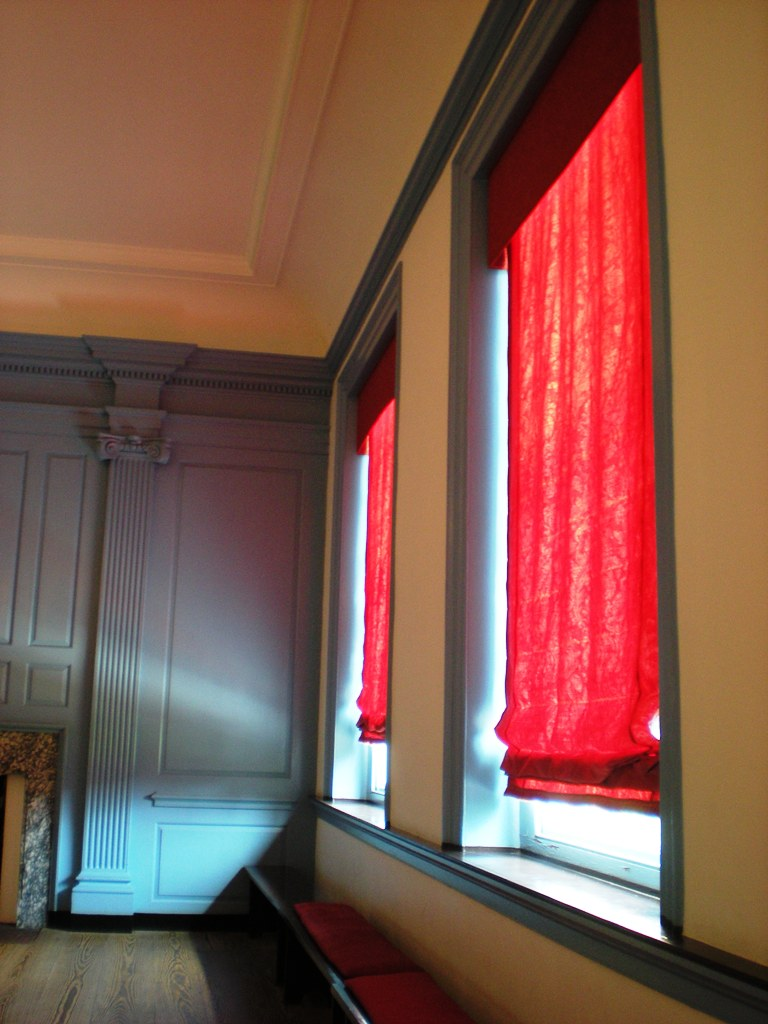
Long Gallery